# Qianjin (Kaohsiung)
Qianjin (chiń. upr. 前金区; chiń. trad. 前金區; pinyin Qiánjīn qū; Wade-Giles Ch’ien-chin ch’ü) – dzielnica (chiń. 區, qū) w rejonie miejskim miasta wydzielonego Kaohsiung na Tajwanie. 
23 czerwca 2009 komitet przy Ministrze Spraw Wewnętrznych Republiki Chińskiej zarekomendował scalenie dotychczasowego powiatu Kaohsiung (chiń. trad. 高雄縣; pinyin Gāoxióng xiàn) i miasta wydzielonego Kaohsiung (chiń. trad. 高雄直轄市; pinyin Gāoxióng zhíxiáshì) w jedno miasto wydzielone; Dotychczasowe dzielnice miejskie (chiń. 區, qū), jak Qianjin, zachowały po scaleniu swój dotychczasowy status. Ustawa weszła w życie 25 grudnia 2010 roku.
Populacja dzielnicy Qianjin w 2016 roku liczyła 27 151 mieszkańców – 14 128 kobiet i 13 023 mężczyzn. Liczba gospodarstw domowych wynosiła 12 554, co oznacza, że w jednym gospodarstwie zamieszkiwało średnio 2,16 osób.

## Demografia (2011–2016)
| Rok  | Liczba ludności | Gęstość zaludnienia | Kobiety | Mężczyźni | Gospodarstwa domowe |
| ---- | --------------- | ------------------- | ------- | --------- | ------------------- |
| 2011 | 28 446          | 15 315              | 14 605  | 13 841    | 12 506              |
| 2012 | 28 250          | 15 210              | 14 534  | 13 716    | 12 567              |
| 2013 | 28 038          | 15 096              | 14 484  | 13 554    | 12 578              |
| 2014 | 27 832          | 14 985              | 14 440  | 13 392    | 12 557              |
| 2015 | 27 388          | 14 746              | 14 196  | 13 192    | 12 547              |
| 2016 | 27 151          | 14 618              | 14 128  | 13 023    | 12 554              |